# Plešnice
Plešnice település Csehországban, a Észak-plzeňi járásban. Plešnice Nýřany, Újezd nade Mží, Úlice és Bdeněves településekkel határos. Lakosainak száma 289 fő (2024. január 1.).

## Népesség
A település lakosságának változását az alábbi diagram mutatja:
| Lakosok száma | 275  | 310  | 374  | 267  | 241  | 260  | 288  | 293  | 274  | 289  |
|               | 1869 | 1900 | 1921 | 1961 | 1980 | 2011 | 2016 | 2019 | 2021 | 2024 |